# Charles C. Moskos
Charles Constantine Moskos, Jr. (* 20. Mai 1934 in Chicago, Illinois; † 31. Mai 2008 in Santa Monica, Kalifornien) war ein US-amerikanischer Soziologe und Politikberater. Er war u. a. Professor an der Northwestern University und galt als einer der einflussreichsten Militärsoziologen des Landes. Moskos war spiritus rector der wehrrechtlichen Praxis “Don’t ask, don’t tell”.

## Leben
Moskos wurde 1934 in Chicago, Illinois als Sohn griechischer Einwanderer geboren; er wuchs in Albuquerque, New Mexico auf. Stationiert in der Bundesrepublik Deutschland, leistete er von 1956 bis 1958 Wehrdienst bei den Pionieren der US Army. Zuvor studierte er Soziologie an der Princeton University (B.A. 1956) und später an der University of California, Los Angeles (M.A. 1960 und Ph.D. 1963). Von 1964 bis 1966 war er Assistant Professor für Soziologie an der University of Michigan in Ann Arbor, Michigan. Von 1966 bis 1970 war er Associate Professor für Soziologie an der Northwestern University in Evanston, Illinois und von 1970 bis 2003 Professor, danach Professor Emeritus. Von 1996 bis 2003 bekleidete er den Harold H. and Virginia Anderson Chair am Weinberg College of Arts and Sciences. Seine Forschungsschwerpunkte waren Militärsoziologie, National Youth Service, Einführung in die Soziologie und Greek American Studies; seine Studien zu Afroamerikanern und Frauen im Militär gelten als wegweisend.
Er war u. a. Fellow (1980/81) und Public Policy Scholar (2002) am Woodrow Wilson International Center for Scholars, Humanities Fellow/Rockefeller Foundation (1983/84), Guggenheim Fellow (1992/93) und Annenberg Fellow (1994). 1987/88 bzw. 2003 war er Gast auf dem S.L.A. Marshal Chair der US Army Research Institute for the Behavioral and Social Sciences und 2002 auf dem Eisenhower Chair an der Koninklijke Militaire Academie. Von 1989 bis 1997 war er Präsident und Chair des Inter-University Seminar on Armed Forces and Society in Chicago, Illinois und von 1983 bis 1986 des Research Committee on Armed Forces and Conflict Resolution (RC01) der International Sociological Association. 1999 wurde er in die American Academy of Arts and Sciences gewählt.

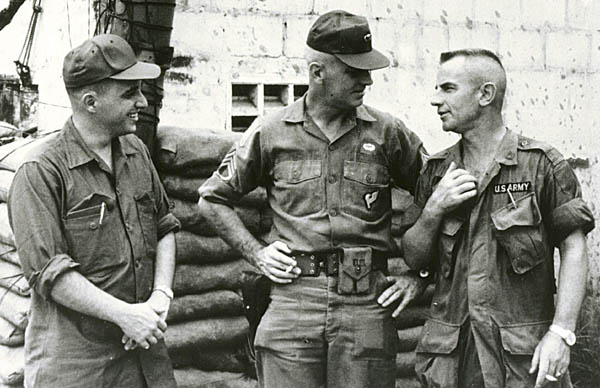
Charles C. Moskos (links, 1967)

Moskos war als Experte u. a. vor dem United States Senate Committee on Armed Services, dem United States Senate Committee on Veterans’ Affairs, dem United States House Committee on Armed Services und dem United States House Committee on the Budget geladen. 1992 wurde er Mitglied der Presidential Commission on the Assignment of Women in the Armed Forces, 1998 der Congressional Commission on Military Training and Gender-Related Issues und 2000/01 der U.S. Commission on National Security/21st Century. Anfang der 1990er Jahre war er der Kopf hinter der wehrrechtlichen Praxis “Don’t ask, don’t tell”. Außerdem war er Berater von Nelson Mandela zur Umsetzung eines Post-Apartheid-Militärs in Südafrika. 1999 wurde er als Special Advisor für Korruptionsbekämpfung in den Streitkräften durch Vizepräsident Al Gore herangezogen. Er war ferner Senior Fellow am Progressive Policy Institute, Mitglied des Advisory Board von Veterans for America und Mitglied der Society of the First Infantry Division. Kampftruppen begleitete er zu Forschungszwecken in weltweite Krisen- und Konfliktgebiete u. a. Vietnam, Panama, Somalia, Kosovo und Irak. Weiterhin betätigte er sich aktiv in der Greek Community.
Moskos war Autor zahlreicher Bücher und (Fach-)Aufsätze, erschienen u. a. im Wall Street Journal, New York Times, Washington Post, Chicago Tribune, Atlantic Monthly, Foreign Affairs und The New Republic. Das WSJ nannte ihn den einflussreichsten Militärsoziologen.
Er war verheiratet und Vater von zwei Kindern. Sein Nachlass, bestehend aus Büchern und Aufsätzen, befindet sich seit 2009 im Pritzker Military Museum & Library (Dr. Charles C. Moskos Collection) und in der Northwestern University in Evanston, Illinois.

## Auszeichnungen
Nachfolgend eine Auswahl seiner Auszeichnungen:
- 1958: Good Conduct Medal, US Army
- 1990: Medal of Military Sociology, Stichting Maatschappij & Krijgsmacht (Niederlande)
- 1992: Outstanding Civilian Service Award, Department of the Army
- 1992: Doctor of Humane Letters (hon), Norwich University
- 1997: Award for Public Understanding of Sociology, American Sociological Association
- 1997: Washington Monthly Political Book Award
- 1998: Honored Patriot, Selective Service System
- 1998: Honorary Citizen, Maryland
- 1998: Honorary Citizen, Baltimore
- 1999 in die American Academy of Arts and Sciences gewählt
- 2002: Doctor of Humane Letters (hon), Towson University
- 2005: Morris Janowitz Career Achievement Award, Inter-University Seminar on Armed Forces and Society

## Schriften (Auswahl)
- A Call to Civic Service. National Service for Country and Community. Free Press, New York 1988, ISBN 0-02-921991-4.
- mit Frank R. Wood (Hrsg.): The Military – More Than Just a Job?. Brassey’s Inc., Washington, D.C. 1988, ISBN 0-08-034321-X.
- mit John Whiteclay Chambers II: The New Conscientious Objection. From Sacred to Secular Resistance. Oxford University Press, New York 1993, ISBN 0-19-507955-8.
- mit John S. Butler: All that we can be. Black Leadership and Racial Integration the Army Way. Basic Books, New York 1997, ISBN 0-465-00108-4.
- mit John Allen Williams, David R. Segal (Hrsg.): The Postmodern Military. Armed Forces after the Cold War. Oxford University Press, New York 2000, ISBN 0-19-513329-3.